# Tillobroma spinipes
Tillobroma spinipes is een vliegensoort uit de familie van de roofvliegen (Asilidae). De wetenschappelijke naam van de soort is voor het eerst geldig gepubliceerd in 2005 door Artigas & Lewis & Parra.